# Gaymz Andorra
Gaymz Andorra és una associació sense ànim de lucre andorrana que lluita per la igualtat jurídica de les persones LGTB d'Andorra com ara la legalització del matrimoni homosexual. Va ser creat l'any 1994 i l'any 2014 comptava amb 640 socis.
El 21 de juny de l'any 2014, el col·lectiu va celebrar, per primer cop, una jornada «inclusiva» dedicada a «normalitzar i donar visibilitat a la realitat del col·lectiu de lesbianes, gais, transsexuals i bisexuals». Aquesta primera edició ha aconseguit força ressò abans que se celebri, ja que ha aconseguit agermanar-se amb l'associació francesa Arc En Ciel de Tolosa, que fa dues dècades que lluita pels drets dels homosexuals, i que compta amb la col·laboració de les Panteres Grogues de Barcelona.